# Agallia rugosa
Agallia rugosa är en insektsart som beskrevs av William Lucas Distant 1912. Agallia rugosa ingår i släktet Agallia och familjen dvärgstritar. Inga underarter finns listade i Catalogue of Life.